# Cyrtosia (Orchideen)
Cyrtosia ist eine Gattung aus der Familie der Orchideen (Orchidaceae). Sie enthält sechs Arten krautiger Pflanzen, die in Ost- und Südostasien beheimatet sind.

## Beschreibung
Die Arten der Gattung Cyrtosia sind terrestrisch wachsende, krautige Pflanzen. Sie sind blatt- und chlorophylllos, sie ernähren sich mykoheterotroph. Ein großer Teil der Pflanze befindet sich unterirdisch in Form eines großen Rhizoms, an dem dicke, fleischige Wurzeln sitzen. Der Spross ist aufrecht, gelegentlich verzweigt, mit Papillen besetzt, rötlich, orange oder braun gefärbt. An den Knoten sitzen rudimentäre, zu Schuppen reduzierte Blätter.

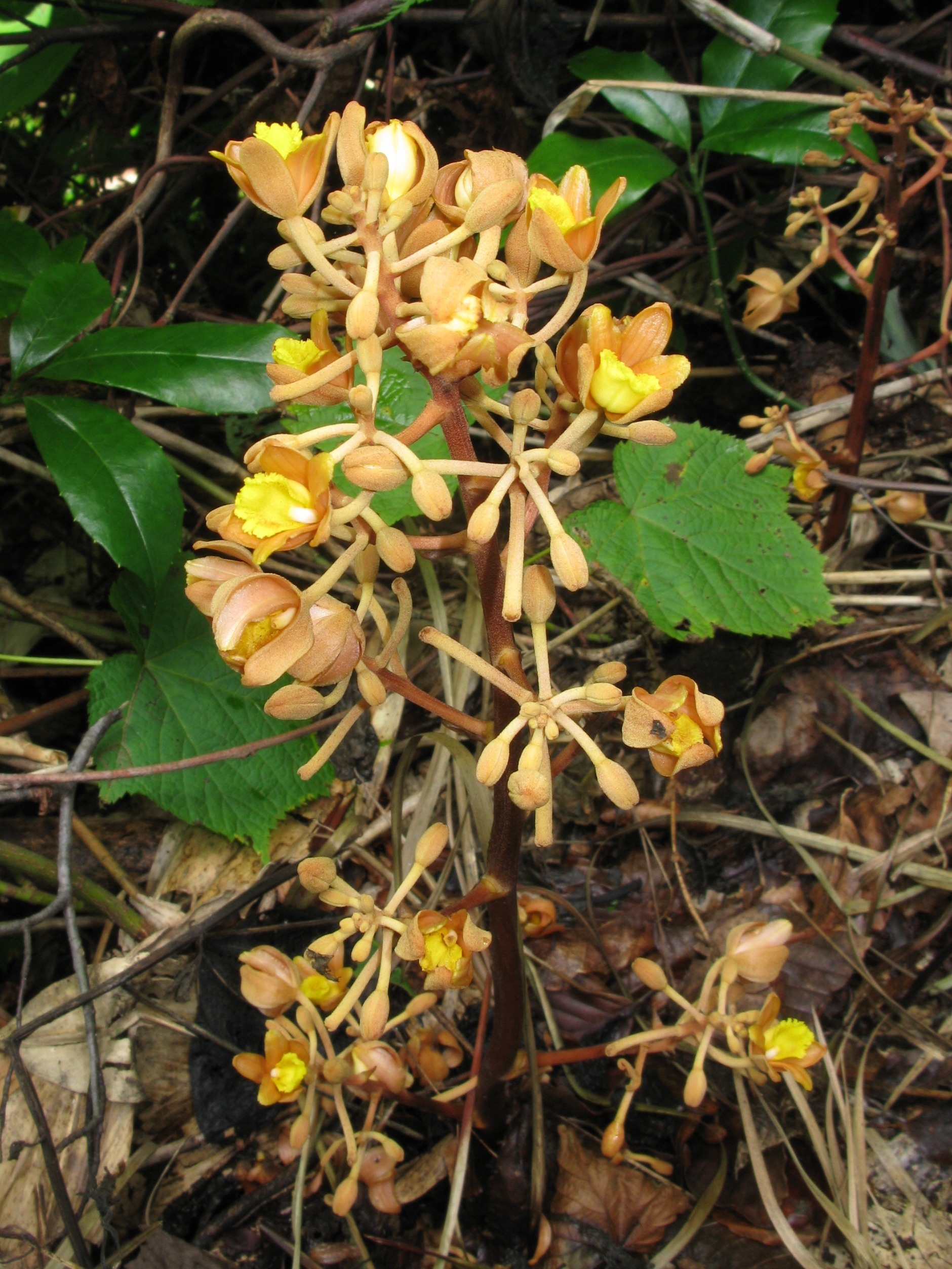
Cyrtosia septentrionalis

Der Spross endet in einem traubigen Blütenstand. Die Blüten sind bei einigen Arten resupiniert, bei anderen nicht. Sie sind meist gelb oder hellbraun, auch weiße oder grünliche Blüten kommen vor. Die Sepalen sind fleischig, außen bemehlt oder behaart. Die Petalen sind kleiner, dünner in der Textur, am Rand bei manchen Arten bewimpert. Die Lippe ist rundlich oder undeutlich dreilappig, ebenfalls gelegentlich bewimpert, die Seiten sind nach oben geschlagen und haften der Säule an. Auf der Lippe befinden sich meist zahlreiche Haare. Die Säule ist gebogen, am Grund teilweise mit Drüsen besetzt, an der Spitze seitlich verbreitert („geflügelt“). Das Staubblatt ist gegenüber der Säulenachse hinabgebogen, zweikammrig, die beiden Pollinien sind von körnig-pudriger Konsistenz. Die Frucht ist fleischig und öffnet sich nicht; es handelt sich also, ungewöhnlich für die generell Kapseln bildenden Orchideen, um eine Beere. Die Früchte sind zur Reife meist rot und glänzend. Ebenfalls ungewöhnlich sind die Samen: Sie sind oval, mit einer mehrere Zellschichten dicken, verhärteten Samenschale. Samen von Cyrtosia septentrionalis messen etwa 0,75 × 0,5 Millimeter. Der Same wird komplett von einem großen Embryo ausgefüllt. Außen läuft ein Ring oder angedeuteter Flügel rings um den Samen. Die Ausbreitung der Samen von Cyrtosia erfolgt wahrscheinlich endozoochor.

## Verbreitung
Cyrtosia ist in Ostasien weit verbreitet. Im Norden wird noch Japan und Korea erreicht, über die Südhälfte Chinas und Hinterindien erstreckt sich das Areal über die Inseln Indonesiens und der Philippinen. Ein disjunktes Areal liegt auf Sri Lanka. Auch Neuguinea wird besiedelt (Cyrtosia javanica).

## Systematik und botanische Geschichte
Cyrtosia wird innerhalb der Unterfamilie Vanilloideae in die Tribus Vanilleae eingeordnet. Die nächst verwandten Gattungen sind Erythrorchis und Pseudovanilla.

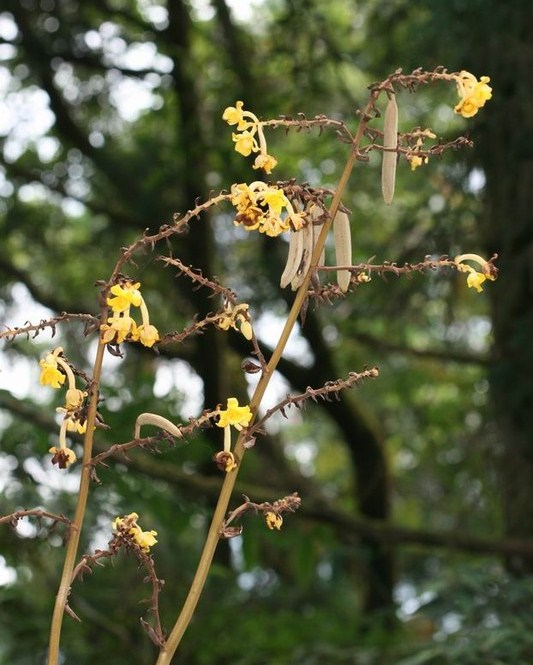
Cyrtosia falconeri

Cyrtosia wurde 1825 von Carl Ludwig Blume erstbeschrieben. Der Name Cyrtosia kommt vom griechischen κυρτός kyrtos „gebogen“ und bezieht sich auf die gebogene Säule. Als Typusart deklarierte Blume 1837 Cyrtosia javanica. Bentham und Hooker betrachteten Cyrtosia 1883 als Synonym zu Galeola. Erst Garay benutzte 1986 wieder den Namen Cyrtosia und stellte weitere Arten, die vorher als Galeola benannt worden waren, zu dieser Gattung.
Folgende sechs Arten werden zur Gattung Cyrtosia gezählt:
- Cyrtosia falconeri (Hook.f.) Aver.: Sie kommt vom Himalaja bis zum südöstlichen China und dem nördlichen Indochina vor.[3]
- Cyrtosia integra (Rolfe ex Downie) Garay: Sie kommt in Laos, Thailand und Vietnam vor.[3]
- Cyrtosia javanica Blume: Sie kommt von Taiwan bis zum tropischen Asien vor.[3]
- Cyrtosia nana (Rolfe ex Downie) Garay: Sie kommt von Assam bis China vor.[3]
- Cyrtosia plurialata Seidenf.: Sie kommt im südlichen Thailand vor.[3]
- Cyrtosia septentrionalis (Rchb.f.) Garay: Sie kommt von Japan bis zu den Nansei-Inseln, im südlichen Korea und im südöstlichen China vor.[3]